# Jiří Suchý
Pour les articles homonymes, voir Suchy.
Jiří Suchý, né le 1er octobre 1931 à Plzeň, Tchécoslovaquie, est un acteur, écrivain et compositeur tchèque.

## Biographie

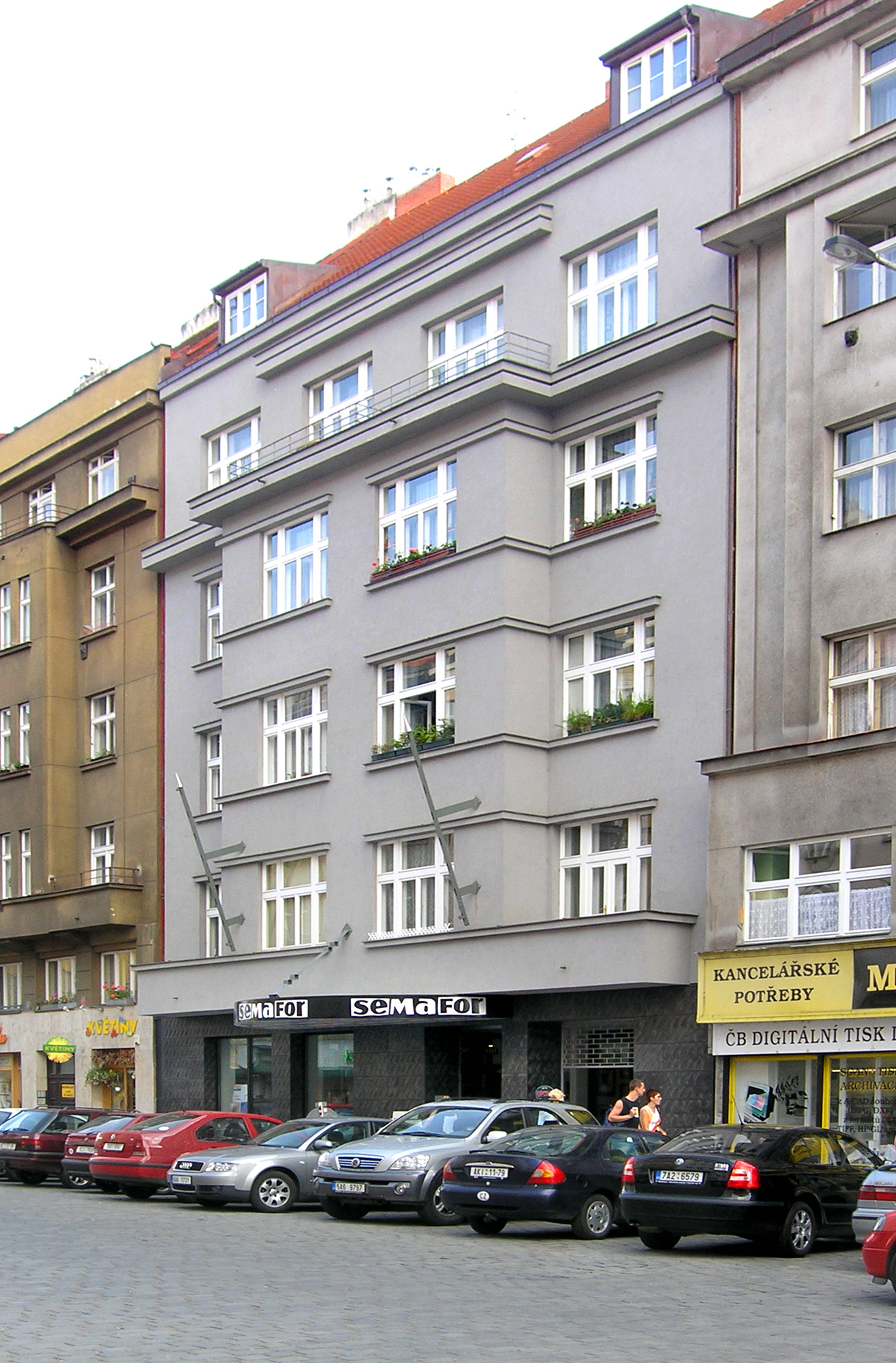
Le théâtre Semafor

En 1958, il fut l'un des cofondateurs du Théâtre sur la Balustrade et, 1959, avec Ferdinand Havlík (en) et Jiří Šlitr, Jiří Suchý fut l'un des fondateurs du théâtre Semafor, dans lequel il fêta ses 80 ans en 2011.
De 1957 à 1969, Jiří Šlitr, Jiří Suchý forma un duo (auteur de plus de 300 chansons) qui influença la musique et le théâtre tchèque des années 1960.
En 1968, Jiří Suchý fut un des signataires du Manifeste des Deux Mille Mots, un manifeste écrit pendant le Printemps de Prague par l'écrivain Ludvík Vaculík pour critiquer le conservatisme du parti communiste tchécoslovaque et appeler ses concitoyens à réclamer plus de liberté.
Jiří Suchý interpréta une chanson de Josef Kainar (en) intitulée Starý mrtvý vrabec (Le Vieux Moineau est mort). Avec Jitka Molavcová (cs), il interpréta une chanson intitulée  Motýl.
En 2007, le Théâtre national de Prague et Miloš Forman montèrent la comédie musicale Une Promenade bien payée, œuvre de Jiří Suchý et Jiří Šlitr.
En 2013, il reçut la grand-croix de l'ordre de Tomáš Garrigue Masaryk des mains de Miloš Zeman.
Ses œuvres complètes ont été publiées dans L'Encyclopédie de Jiri Suchy (20 tomes).

## Filmographie partielle
- 1963 : L'Audition de Miloš Forman
- 1968 : Crime au café-concert de Jiří Menzel
- 1994 : La Leçon Faust de Jan Švankmajer